# فيليب تشيفرير
فيليب تشيفرير هو طاهي سويسري، ولد في 17 ديسمبر 1960 في ثونيكس في سويسرا.